# Municipio de Lampton
El municipio de Lampton (en inglés: Lampton Township) es un municipio ubicado en el condado de Walsh en el estado estadounidense de Dakota del Norte. En el año 2010 tenía una población de 106 habitantes y una densidad poblacional de 1,15 personas por km².

## Geografía
El municipio de Lampton se encuentra ubicado en las coordenadas 48°30′25″N 97°51′4″O / 48.50694, -97.85111. Según la Oficina del Censo de los Estados Unidos, el municipio tiene una superficie total de 92.4 km², de la cual 92,3 km² corresponden a tierra firme y (0,11 %) 0,1 km² es agua.

## Demografía
Según el censo de 2010, había 106 personas residiendo en el municipio de Lampton. La densidad de población era de 1,15 hab./km². De los 106 habitantes, el municipio de Lampton estaba compuesto por el 95,28 % blancos y el 4,72 % eran de una mezcla de razas. Del total de la población el 0 % eran hispanos o latinos de cualquier raza.